# رشید نورتی
رشید نورتی (انگلیسی: Rashid Nortey؛ زادهٔ ۲۱ نوامبر ۱۹۹۵) بازیکن فوتبال اهل غنا است.